# Казале сул Силе
Казале сул Силе (итал. Casale sul Sile) је насеље у Италији у округу Тревизо, региону Венето.
Према процени из 2011. у насељу је живело 7951 становника. Насеље се налази на надморској висини од 5 м.

## Становништво
| 1951. | 1961. | 1971. | 1981. | 1991. | 2001. | 2011.  |
| ----- | ----- | ----- | ----- | ----- | ----- | ------ |
| 5.864 | 5.570 | 5.987 | 6.920 | 7.375 | 9.461 | 12.722 |